# Bagrichthys macracanthus
Bagrichthys macracanthus — вид риб з роду Bagrichthys родини Bagridae ряду сомоподібні. Інша назва «чорний улан».

## Опис
Загальна довжина сягає 25 см. Голова коротка, піднята у задній частині. Очі помірно великі. Рот маленький. Щелепа звужена. Зуби дрібні. Є 3 пари вусів помірної довжини, доволі тонких. Тулуб подовжений та стиснутий з боків, особливо у хвостовій частині. Спинний плавець високий, списоподібний, з 1 жорстким та 7 м'якими променями. Жорсткий промінь є зубчастим. На ньому є 18—29 опуклостей. Жировий плавець дуже великий, округлий, розташовано близько до спинного плавця. Грудні та черевні плавці маленькі. Анальний плавець довгий, складається з 13—14 м'яких променів. Хвостовий плавець великий, сильно розрізаний.
Забарвлення однотонне — чорне. З віком виявляється чітка тонка лінія білого кольору, що тягнеться уздовж бічної лінії. Вуси білого кольору. Хвостовий плавець білого кольору.

## Спосіб життя
Є демерсальною рибою. Зустрічається у великих річках з мулистим ґрунтом. Самець територіальний. Веде прихований спосіб життя. Часто ховається серед корчів та каміння. Живиться дрібними рибами, ракоподібними, дрібними донними організмами.
Нерест відбувається у затоплених заплавних лісах на початку сезону дощів. Мальки з'являються у серпні.

## Розповсюдження
Мешкає у річках Таїланду, Лаосі, Малайзії, островах Суматра, Ява, Калімантан (Індонезія).